# Campionat d'Europa de corfbol 1998
El Campionat d'Europa de corfbol de 1998 es va disputar a Estoril (Portugal) entre el 16 i el 19 d'abril, amb la participació de 8 seleccions nacionals de corfbol.
Va ser la primera edició d'aquesta competició i va guanyar la selecció dels Països Baixos.

## Primera fase
| GRUP A        | Pts | J | G | P | CF | CC | DC  |
| ------------- | --- | - | - | - | -- | -- | --- |
| Països Baixos | 9   | 3 | 3 | 0 | 87 | 25 | +62 |
| Txèquia       | 6   | 3 | 2 | 1 | 51 | 56 | -5  |
| Alemanya      | 3   | 3 | 1 | 2 | 42 | 68 | -26 |
| Eslovàquia    | 0   | 3 | 0 | 3 | 35 | 66 | -31 |

| GRUP B        | Pts | J | G | P | CF | CC | DC  |
| ------------- | --- | - | - | - | -- | -- | --- |
| Bèlgica       | 9   | 3 | 3 | 0 | 79 | 40 | +39 |
| Portugal      | 6   | 3 | 2 | 1 | 67 | 53 | +14 |
| Gran Bretanya | 3   | 3 | 1 | 2 | 50 | 60 | -10 |
| Polònia       | 0   | 3 | 0 | 3 | 40 | 83 | -43 |

| 16-04-1998 | Alemanya      | 17–13 | Eslovàquia |
| 16-04-1998 | Països Baixos | 27–7  | Txèquia    |
| 17-04-1998 | Txèquia       | 19–11 | Eslovàquia |
| 17-04-1998 | Països Baixos | 30–7  | Alemanya   |
| 18-04-1998 | Països Baixos | 30–11 | Eslovàquia |
| 18-04-1998 | Alemanya      | 18–25 | Txèquia    |

| 16-04-1998 | Bèlgica  | 36–14 | Polònia       |
| 16-04-1998 | Portugal | 24–20 | Gran Bretanya |
| 17-04-1998 | Polònia  | 13–19 | Gran Bretanya |
| 17-04-1998 | Bèlgica  | 20–15 | Portugal      |
| 18-04-1998 | Portugal | 28–13 | Polònia       |
| 18-04-1998 | Bèlgica  | 23–11 | Gran Bretanya |

## Fase final
19-04-1998
| 7th-8th | Polònia       | 18-13 | Eslovàquia |
| 5th-6th | Gran Bretanya | 23–17 | Alemanya   |
| 3rd-4th | Txèquia       | 13-16 | Portugal   |
| Final   | Països Baixos | 26–13 | Bèlgica    |